# Novo Tepanje
Novo Tepanje – wieś w Słowenii, w gminie Slovenske Konjice. W 2018 roku liczyła 64 mieszkańców.